# Adam Ndlovu
Adam Ndlovu (ur. 26 czerwca 1970, zm. 16 grudnia 2012) – zimbabwejski piłkarz grający na pozycji napastnika. Był bratem Petera i Madindy Ndlovu, także reprezentantów Zimbabwe.

## Kariera klubowa
Karierę piłkarską Ndlovu rozpoczął w klubie Highlanders. W jego barwach zadebiutował w zimbabwejskiej Premier League. W 1991 roku zdobył Puchar Niepodległości Zimbabwe, a w 1993 roku wywalczył tytuł mistrza kraju.
Na początku 1994 roku Ndlovu przeszedł do szwajcarskiego klubu SC Kriens, występującego w drugiej lidze szwajcarskiej. Po 2,5 roku gry w tym klubie odszedł do innego drugoligowca, SR Delémont. Tam występował do końca 1999 roku, a na początku 2000 roku przeszedł do pierwszoligowego FC Zürich. W tym samym roku zdobył z klubem z Zurychu Puchar Szwajcarii.
Na początku 2001 roku Ndlovu wrócił do Zimbabwe i po raz drugi w karierze został piłkarzem Highlanders Bulawayo. Z nim dwukrotnie został mistrzem kraju w latach 2001 i 2002, zdobył Puchar Zimbabwe w 2001 i dwukrotnie Puchar Niepodległości w latach 2001 i 2002. W połowie 2002 roku został zawodnikiem południowoafrykańskiego klubu Moroka Swallows. W RPA grał też w Dynamos Polokwane i Free State Stars. W 2005 roku zakończył karierę.
| Sezon   | Klub                 | Kraj              | Rozgrywki        | Mecze | Bramki |
| ------- | -------------------- | ----------------- | ---------------- | ----- | ------ |
| 1992    | Highlanders          | Zimbabwe          | Premier League   | 10    | 1      |
| 1993    | Highlanders          | Zimbabwe          | Premier League   | 13    | 3      |
| 1993/94 | SC Kriens            | Szwajcaria        | Challenge League | 12    | 4      |
| 1994/95 | SC Kriens            | Szwajcaria        | Challenge League | 27    | 8      |
| 1995/96 | SC Kriens            | Szwajcaria        | Challenge League | 33    | 8      |
| 1996/97 | SR Delémont          | Szwajcaria        | Challenge League | 31    | 6      |
| 1997/98 | SR Delémont          | Szwajcaria        | Challenge League | 30    | 9      |
| 1998/99 | SR Delémont          | Szwajcaria        | Challenge League | 34    | 21     |
| 1999/00 | SR Delémont          | Szwajcaria        | Challenge League | 9     | 3      |
| 1999/00 | FC Zürich            | Szwajcaria        | Super League     | 16    | 3      |
| 2000/01 | FC Zürich            | Szwajcaria        | Super League     | 2     | 1      |
| 2001    | Highlanders Bulawayo | Zimbabwe          | Premier League   | 25    | 12     |
| 2002    | Highlanders Bulawayo | Zimbabwe          | Premier League   | ?     | ?      |
| 2002/03 | Moroka Swallows      | Południowa Afryka | Premier League   | 23    | 7      |
| 2003/04 | Dynamos Polokwane    | Południowa Afryka | Premier League   | ?     | ?      |
| 2004/05 | Free State Stars     | Południowa Afryka | Mvela League     | ?     | ?      |

## Kariera reprezentacyjna
W reprezentacji Zimbabwe Ndlovu zadebiutował w 1992 roku. W 2004 roku został powołany do kadry na Puchar Narodów Afryki 2004. Tam rozegrał 2 spotkania: z Kamerunem (3:5) i z Algierią (2:1).
W grudniu 2012 zginął w wypadku samochodowym.